# 3712 Kraft
3712 Kraft (1984 YC) là một tiểu hành tinh vành đai chính được phát hiện ngày 22 tháng 12 năm 1984 bởi A. R. Klemola ở Lick Observatory.